# Seajacks Hydra
Seajacks Hydra – морське будівельне судно, споруджене у 2014 році на замовлення британської групи Seajack. Окрім будівельних робіт воно може провадити внутрішньосвердловинні операції у нафтогазовій галузі та виконувати функції житлової платформи.

## Характеристики
Судно, як і попередні схожого призначення Seajacks Kraken та Seajacks Leviathan, спорудила верф Lamprell Energy у Об’єднаних Арабських Еміратах. За своїм архітектурно-конструктивним типом воно відноситься до самопідіймальних (jack-up) та має чотири опори максимальною довжиною по 85 метрів (довжина нижче корпусу 71 метр). Це дає йому можливість виконувати роботи на глибинах до 50 метрів. До району виконання робіт судно пересувається самостійно, а точність встановлення на місці забезпечується системою динамічного позиціювання DP2.
Seajacks Hydra обладнане краном вантажопідйомністю 400 тон. Воно здатне перевозити до 1490 тон вантажів на своїй робочій палубі площею 900 м2 з максимальним навантаженням 5 тон/м2. 
На судні забезпечується розміщення 100 осіб (опціонально до 133 осіб). Для доставки персоналу та вантажів Seajacks Hydra має гелікоптерний майданчик діаметром 22 метри, розрахований на прийом машин типу Sikorsky S92 (або рівнозначних вагою до 12,8 тон).

## Завдання судна
Першим завданням Seajacks Hydra стало обслуговування налагоджувальних робіт на офшорній трансформаторній платформі SylWin alpha у німецькому секторі Північного моря.
Подібні завдання воно виконувало і в подальшому. Так, весною 2015 року Seajacks Hydra законтрактували на три місяці з метою використання при спорудженні офшорної трансформаторної підстанції ВЕС Глобаль-Тех I (так само німецький сектор Північного моря). А у 2017-му судно використовувалось для розміщення персоналу під час налагоджувальних робіт на підстанції ВЕС Galloper (Північне море біля узбережжя Саффолку).